# Owen Cooper
Pour les articles homonymes, voir Cooper.
Owen Patrick Cooper, né le 5 décembre (2009 ou 2010) à Warrington (Angleterre), est un acteur britannique. Il a été révélé au grand public à l'âge de 15 ans dans le rôle de Jamie Miller, un jeune adolescent accusé de meurtre, dans la mini-série Netflix Adolescence (2025),.

## Biographie
Owen Cooper est né à Warrington, dans le comté de Cheshire. Il grandit dans un milieu éloigné de l'art. Sa mère est aide-soignante, son père informaticien, et ses deux frères adultes, Ollie et Connor, sont électriciens. Initialement, il envisage de tenter sa chance dans le football, puis dans le théâtre, où il est remarqué, ce qui lui vaut une ascension spectaculaire dans le cinéma et la télévision.

## Carrière
Cooper est mondialement reconnu à la suite de sa performance dans Adolescence. Il apparaît ensuite dans Les Hauts de Hurlevent (2026) dans le rôle du jeune Heathcliff, et dans le rôle de Callum dans la prochaine série de la BBC, Film Club. 

## Filmographie

### Cinéma
- 2026 : Les Hauts de Hurlevent de Emerald Fennell.

### Télévision
- 2025 : Adolescence de Jack Thorne et Stephen Graham.

### Clip musical
- 2025 : Little Bit Closer de Sam Fender[7].